# Harpactea sbordonii
Harpactea sbordonii là một loài nhện trong họ Dysderidae.
Loài này thuộc chi Harpactea. Harpactea sbordonii được miêu tả năm 1978 bởi Brignoli.